# Tour de Normandie 2010
Il Tour de Normandie 2010, trentesima edizione della corsa, valido come prova del circuito UCI Europe Tour 2011 categoria 2.2, si svolse in 8 tappe, dal 22 al 28 marzo 2010, su un percorso totale di 1 032,8 km, con partenza da Mondeville ed arrivo a Caen. Fu vinto dall'olandese Ronan van Zandbeek, del team Van Vliet-EBH Elshof, che terminò la corsa in 24 ore 57 minuti 26 secondi, alla media di 41,383 km/h.
Al traguardo di Caen 104 ciclisti conclusero la corsa.

## Tappe
| Tappa  | Data     | Percorso                         | km     | Vincitore di tappa  | Leader cl. generale |
| ------ | -------- | -------------------------------- | ------ | ------------------- | ------------------- |
| 1ª     | 22 marzo | Mondeville (Cron. individuale)   | 4,8    | Jetse Bol           | Jetse Bol           |
| 2ª     | 23 marzo | Colombelles > Forges-les-Eaux    | 198    | Adrien Petit        | Adrien Petit        |
| 3ª     | 24 marzo | Forges-les-Eaux > Grand-Couronne | 84     | Daniel Schorn       | Adrien Petit        |
| 4ª     | 24 marzo | Grand-Couronne > Elbeuf          | 72     | Jimmy Casper        | Adrien Petit        |
| 5ª     | 25 marzo | Elbeuf > Flers                   | 188    | Sven Vandousselaere | Jan Bárta           |
| 6ª     | 26 marzo | Domfront > Avranches             | 171    | Aleksandr Mironov   | Ronan van Zandbeek  |
| 7ª     | 27 marzo | Ducey > Bagnoles-de-l'Orne       | 172    | Laurent Pichon      | Ronan van Zandbeek  |
| 8ª     | 28 marzo | Bagnoles-de-l'Orne > Caen        | 142    | Sven Jodts          | Ronan van Zandbeek  |
| Totale | Totale   | Totale                           | 1032,8 |                     |                     |

## Squadre partecipanti
| N. | Cod. | Squadra                   |
| -- | ---- | ------------------------- |
|    | BBO  | Bbox Bouygues Telecom     |
|    | AUB  | BigMat-Auber 93           |
|    | BSC  | Bretagne-Schuller         |
|    | CJR  | Caja Rural                |
|    | GLU  | Glud & Marstrand-LRØ      |
|    | TIK  | Itera-Katusha             |
|    | JVB  | Jong Vlaanderen-Bauknecht |
|    | TSP  | Nutrixxion Sparkasse      |
|    | ORB  | Orbea                     |

| N. | Cod. | Squadra                         |
| -- | ---- | ------------------------------- |
|    | RB3  | Rabobank Continental Team       |
|    | RCS  | Rapha Condor-Sharp              |
|    | SAU  | Saur-Sojasun                    |
|    | VPC  | Concordia Forsikring-Himmerland |
|    | TCC  | Team CykelCity.se               |
|    | DBW  | Designa Køkken-Blue Water       |
|    | TJB  | Joker-Bianchi                   |
|    | APP  | Team NetApp                     |
|    | VVE  | Van Vliet-EBH Elshof            |

## Dettagli delle tappe

### 1ª tappa
- 22 marzo: Mondeville – Cronometro individuale – 4,8 km

Risultati
| Pos. | Corridore         | Squadra        | Tempo |
| ---- | ----------------- | -------------- | ----- |
| 1    | Jetse Bol         | Rabobank Con.  | 5'57" |
| 2    | Johan Lindgren    | Team Cykelcity | a 4"  |
| 3    | Coen Vermeltfoort | Rabobank Con.  | s.t.  |

| Pos. | Corridore         | Squadra        | Tempo |
| ---- | ----------------- | -------------- | ----- |
| 1    | Jetse Bol         | Rabobank Con.  | 5'57" |
| 2    | Johan Lindgren    | Team Cykelcity | a 4"  |
| 3    | Coen Vermeltfoort | Rabobank Con.  | s.t.  |

### 2ª tappa
- 23 marzo: Colombelles > Forges-les-Eaux – 198 km

Risultati
| Pos. | Corridore      | Squadra   | Tempo    |
| ---- | -------------- | --------- | -------- |
| 1    | Adrien Petit   | CC Nogent | 4h52'26" |
| 2    | Fabien Bacquet | BigMat    | s.t.     |
| 3    | Nikola Aistrup | Concordia | s.t.     |

| Pos. | Corridore    | Squadra       | Tempo    |
| ---- | ------------ | ------------- | -------- |
| 1    | Adrien Petit | CC Nogent     | 4h58'18" |
| 2    | Oleh Čužda   | Caja Rural    | a 4"     |
| 3    | Jetse Bol    | Rabobank Con. | a 5"     |

### 3ª tappa
- 24 marzo: Forges-les-Eaux > Grand-Couronne – 84 km

Risultati
| Pos. | Corridore     | Squadra      | Tempo    |
| ---- | ------------- | ------------ | -------- |
| 1    | Daniel Schorn | Team NetApp  | 1h51'50" |
| 2    | Jimmy Casper  | Saur-Sojasun | s.t.     |
| 3    | Rony Martias  | Saur-Sojasun | s.t.     |

| Pos. | Corridore     | Squadra     | Tempo    |
| ---- | ------------- | ----------- | -------- |
| 1    | Adrien Petit  | CC Nogent   | 6h50'08" |
| 2    | Oleh Čužda    | Caja Rural  | a 4"     |
| 3    | Daniel Schorn | Team NetApp | s.t.     |

### 4ª tappa
- 24 marzo: Grand-Couronne > Elbeuf – 72 km

Risultati
| Pos. | Corridore        | Squadra        | Tempo    |
| ---- | ---------------- | -------------- | -------- |
| 1    | Jimmy Casper     | Saur-Sojasun   | 1h38'03" |
| 2    | Timothy Dupont   | Jong Vlaander. | s.t.     |
| 3    | Benjamin Verraes | Jong Vlaander. | s.t.     |

| Pos. | Corridore         | Squadra       | Tempo    |
| ---- | ----------------- | ------------- | -------- |
| 1    | Adrien Petit      | CC Nogent     | 8h31'41" |
| 2    | Coen Vermeltfoort | Rabobank Con. | a 1"     |
| 3    | Jimmy Casper      | Saur-Sojasun  | a 2"     |

### 5ª tappa
- 25 marzo: Elbeuf > Flers – 188 km

Risultati
| Pos. | Corridore           | Squadra        | Tempo    |
| ---- | ------------------- | -------------- | -------- |
| 1    | Sven Vandousselaere | Jong Vlaander. | 4h42'50" |
| 2    | Julien Guay         | CC Nogent      | s.t.     |
| 3    | Jan Bárta           | Team NetApp    | s.t.     |

| Pos. | Corridore           | Squadra        | Tempo     |
| ---- | ------------------- | -------------- | --------- |
| 1    | Jan Bárta           | Team NetApp    | 13h14'33" |
| 2    | Julien Guay         | CC Nogent      | a 40"     |
| 3    | Sven Vandousselaere | Jong Vlaander. | a 42"     |

### 6ª tappa
- 26 marzo: Domfront > Avranches – 171 km

Risultati
| Pos. | Corridore         | Squadra       | Tempo    |
| ---- | ----------------- | ------------- | -------- |
| 1    | Aleksandr Mironov | Itera-Katusha | 4h11'06" |
| 2    | José Herrada      | Caja Rural    | a 6"     |
| 3    | Jetse Bol         | Rabobank Con. | a 39"    |

| Pos. | Corridore          | Squadra       | Tempo     |
| ---- | ------------------ | ------------- | --------- |
| 1    | Ronan van Zandbeek | Van Vliet-EBH | 17h28'15" |
| 2    | Freddy Bichot      | Bouygues Tel. | a 5"      |
| 3    | José Herrada       | Caja Rural    | a 38"     |

### 7ª tappa
- 27 marzo: Ducey > Bagnoles-de-l'Orne – 172 km

Risultati
| Pos. | Corridore           | Squadra        | Tempo    |
| ---- | ------------------- | -------------- | -------- |
| 1    | Laurent Pichon      | Bretagne       | 4h07'29" |
| 2    | Fabrice Jeandesboz  | Saur-Sojasun   | s.t.     |
| 3    | Carl-Henrik Sandell | Team Cykelcity | a 3"     |

| Pos. | Corridore          | Squadra       | Tempo     |
| ---- | ------------------ | ------------- | --------- |
| 1    | Ronan van Zandbeek | Van Vliet-EBH | 21h35'49" |
| 2    | Freddy Bichot      | Bouygues Tel. | a 5"      |
| 3    | José Herrada       | Caja Rural    | a 38"     |

### 8ª tappa
- 28 marzo: Bagnoles-de-l'Orne > Caen – 142 km

Risultati
| Pos. | Corridore      | Squadra      | Tempo    |
| ---- | -------------- | ------------ | -------- |
| 1    | Sven Jodts     | Beveren 2000 | 3h20'59" |
| 2    | Laurent Pichon | Bretagne     | s.t.     |
| 3    | Egoitz García  | Caja Rural   | s.t.     |

| Pos. | Corridore          | Squadra       | Tempo     |
| ---- | ------------------ | ------------- | --------- |
| 1    | Ronan van Zandbeek | Van Vliet-EBH | 24h57'26" |
| 2    | Freddy Bichot      | Bouygues Tel. | a 5"      |
| 3    | José Herrada       | Caja Rural    | a 47"     |

## Classifiche finali

### Classifica generale
| Pos. | Corridore          | Squadra       | Tempo     |
| ---- | ------------------ | ------------- | --------- |
| 1    | Ronan van Zandbeek | Van Vliet-EBH | 24h57'26" |
| 2    | Freddy Bichot      | Bouygues Tel. | a 5"      |
| 3    | José Herrada       | Caja Rural    | a 47"     |
| 4    | Rony Martias       | Saur-Sojasun  | a 2'00"   |
| 5    | Jetse Bol          | Rabobank Con. | a 4'11"   |
| 6    | Alexander Mironov  | Itera-Katusha | a 11'56"  |
| 7    | Jan Bárta          | Team NetApp   | a 13'00"  |
| 8    | Klaas Sys          | Beveren 2000  | a 13'30"  |
| 9    | Julien Guay        | CC Nogent     | a 13'40"  |
| 10   | Johan Mombaerts    | BigMat        | a 13'50"  |

### Classifica sprint
| Pos. | Corridore        | Squadra      | Punti |
| ---- | ---------------- | ------------ | ----- |
| 1    | Gaylord Cumont   | USSA Pavilly | 12    |
| 2    | Jean-Luc Delpech | Bretagne     | 10    |
| 3    | Klaas Sys        | Beveren 2000 | 9     |
| 4    | Jonathan Thiré   | BigMat       | 8     |
| 5    | Egoitz García    | Caja Rural   | 7     |

### Classifica scalatori
| Pos. | Corridore             | Squadra        | Punti |
| ---- | --------------------- | -------------- | ----- |
| 1    | Lucas Persson         | Team Cykelcity | 41    |
| 2    | Bart Van Haaren       | Van Vliet-EBH  | 15    |
| 3    | Tom Southam           | Rapha Condor   | 15    |
| 4    | Ricardo García Ambroa | Orbea          | 11    |
| 5    | Jean-Luc Delpech      | Bretagne       | 10    |

### Classifica giovani
| Pos. | Corridore          | Squadra       | Punti     |
| ---- | ------------------ | ------------- | --------- |
| 1    | Ronan van Zandbeek | Van Vliet-EBH | 24h57'28" |
| 2    | Jetse Bol          | Rabobank Con. | a 4'11"   |
| 3    | Klaas Sys          | Beveren 2000  | a 13'30"  |
| 4    | Julien Guay        | CC Nogent     | a 13'40"  |
| 5    | Maurice Vrijmoed   | Rabobank Con. | a 13'56"  |

### Classifica a squadre
| Pos. | Squadra                   | Tempo     |
| ---- | ------------------------- | --------- |
| 1    | Rabobank Continental Team | 75h13'07" |
| 2    | Bbox Bouygues Telecom     | a 10'22"  |
| 3    | Saur-Sojasun              | a 17'09"  |
| 4    | Bretagne-Schuller         | a 23'41"  |
| 5    | BigMat-Auber 93           | a 25'19"  |